# 4988 Chushuho
4988 Chushuho eller 1980 VU1 är en asteroid i huvudbältet som upptäcktes den 6 november 1980 av Purple Mountain-observatoriet i Nanjing, Kina. Den är uppkallad efter Shu Ho David.
Asteroiden har en diameter på ungefär 3 kilometer och den tillhör asteroidgruppen Nysa.